# Martin Nicolaus
Martin Nicolaus (* 9. Juni 1870 in Neumarkt in Schlesien; † 11. Februar 1945 in Erkenbrechtsweiler) war ein deutscher Kunstmaler.

## Leben
Nicolaus wuchs in der niederschlesischen Kreisstadt Neumarkt auf, wo die Eltern ein Glas- und Porzellangeschäft besaßen. Auf Wunsch der Eltern erlernte er den Beruf des Porzellanmalers, sah sich aber von Kindheit an eher zur Kunstmalerei hingezogen. Um 1895/96 besuchte er die Kunst- und Gewerbeschule in Breslau und war dort Schüler von Carl Ernst Morgenstern. Danach arbeitete er sieben Jahre lang als Bühnenmaler. 1905 bis 1912 absolvierte er das Studium an der Kunstakademie in Stuttgart und kam dort als Schüler von Christian Landenberger in Berührung mit der impressionistischen Freilichtmalerei. Die Schwäbische Alb wurde zu seinem bevorzugten Malrevier. Weitere Einflüsse erhielt er durch seinen zweiten Lehrer Adolf Hölzel, in dessen Atelier er einige Jahre als Meisterschüler zubrachte. Über Hölzel kam er auch mit der Künstlerkolonie Dachau in Berührung. Zwischen 1909 und 1943 hielt er sich fast jährlich in Dachau oder Schleißheim auf. 1911 wurde Nicolaus mit einer silbernen Medaille der Stuttgarter Kunstakademie ausgezeichnet.
Neben seiner Passion für die Landschaftsmalerei war Martin Nicolaus auch als Grafiker tätig. Er war aktives Mitglied im Ausstellerverband Künstlerbund Stuttgart. Bilder von ihm befinden sich unter anderem in den städtischen Galerien von Albstadt-Ebingen, Ulm und Bad Urach sowie der Stadt Stuttgart. Ein großformatiges Wandbild befand sich bis zum Zweiten Weltkrieg im Stuttgarter Hauptbahnhof.
Nicolaus lebte bis 1944 in der Libanonstraße in Stuttgart-Ost. Nach der Kriegszerstörung seines Wohnhauses und Ateliers, bei der auch zahlreiche seiner Werke vernichtet wurden, zog er sich mit seiner Frau und Tochter nach Erkenbrechtsweiler auf der Schwäbischen Alb zurück. Sein einziger Sohn fiel 1944 an der Ostfront.